# ケンブリッジ伯
ケンブリッジ伯（Earl of Cambridge）は、過去何回かにわたって創設されたイングランド貴族（Peerage of England）の称号である。1362年の第2期以降は、特に王室と密接な関係がある者に与えられる称号となっている。詳細はケンブリッジ公を参照。

## ケンブリッジ伯（第1期：1340年）
- ウィリアム・オブ・ジュリアス （1299年 - 1361年）

## ケンブリッジ伯（第2期：1362年）
- 初代ケンブリッジ伯エドマンド・オブ・ラングリー（1341年 - 1402年）
- 第2代ケンブリッジ伯エドワード・オブ・ノリッジ（1373年 - 1415年）1414年、返上
- 第3代ケンブリッジ伯リチャード・オブ・コニスバラ（1375年頃 - 1415年）1415年、剥奪
- 第4代ケンブリッジ伯リチャード・プランタジネット（1412年 - 1460年）1426年、復帰
- 第5代ケンブリッジ伯エドワード・プランタジネット（1442年 - 1483年）1461年に国王位に統合

## ケンブリッジ伯（第3期：1619年）
従属称号はインナーデール男爵（1619年）
- 初代ケンブリッジ伯ジェイムズ・ハミルトン （1589年 - 1625年）
- 第2代ケンブリッジ伯ジェイムズ・ハミルトン（1606年 - 1649年）
- 第3代ケンブリッジ伯ウィリアム・ハミルトン （1616年 - 1651年） 消滅

## ケンブリッジ伯（第4期：1659年）
- ヘンリー・ステュアート （1640年 - 1660年） 消滅

## ケンブリッジ伯（第5期：1664年）
- ジェームズ・ステュアート（英語版）（1663年 - 1667年）

## ケンブリッジ伯（第6期：1667年）
- エドガー・ステュアート（英語版）（1667年 - 1671年）